# Submission (musikgrupp)
Submission var ett danskt metal-band från Esbjerg som bildades i 2003. Efter att bandet upplöstes 2010, bildade Lasse Sivertsen och Christoffer Kjeller bandet Icarus 7.

## Medlemmar

### Senaste medlemmar
- Morten Løwe Sørensen – trummor (2003–2010)
- Christoffer Kjeller Petersen – sologitarr (2003–2010)
- Kasper Kirkegaard – rytmgitarr (2003–2010)
- Boris Tandrup – basgitarr (2005–2010)
- Lasse Sivertsen – sång (2008–2010)

### Tidigare medlemmar
- Thomas Sørensen – trummor (2003)
- Steven Qvist – sång (2004–2008)
- Bjarne Christiansen – basgitarr (2004–2005)

## Diskografi

### Demo
- Submission (2004)

### Studioalbum
- Failure to perfection (2006)
- Code of Conspiracy (2009)

### EP
- Pain or Pleasure (2005)